# 152mm houfnice vzor 1937 (ML-20)
152mm kanónová houfnice vzor 1937 (ML-20) byla sovětská kanónová houfnice užívaná v době druhé světové války. Její počátky spadají do roku 1936, vyráběna byla od roku 1937 do roku 1946. Celkem bylo vyrobeno 6884 kusů této zbraně. Jednalo se o jednu z prvních kanónových houfnic, zbraní určených pro přímou i nepřímou palbu.
Houfnici měl ve výzbroji i 1. československý armádní sbor v SSSR, po druhé světové válce byla ve výzbroji různých zemí, v druhé polovině 20. století se účastnila mnoha válečných konfliktů. Houfnicí byla vyzbrojena i sovětská samohybná děla SU-152 a ISU-152.
Ukořistěné houfnice používal Wehrmacht a finská armáda. Po druhé světové válce se ML-20 účastnila bojů v mnoha dalších konfliktech 20. století.

## Technické údaje
- Hmotnost zbraně: 7 270 kg
- Hmotnost zbraně v přepravním stavu: 7 930 kg
- Celková délka: 8,18 m
- Šířka: 2,35 m
- Výška: 2,27 m
- Ráže: 152,4 mm
- Náměr: od -2° do 65°
- Rychlost střelby: 3-4 rány za minutu
- Maximální dostřel: 17,23 km